# Fiel (Nordhastedt)
Fiel ist ein Dorf und Ortsteil von Nordhastedt im Kreis Dithmarschen in Schleswig-Holstein.

## Geographie

### Lage
Fiel liegt im südwestlichen Bereich des Gemeindegebiets von Nordhastedt südlich vom Fieler Moor. Südwestlich des Dorfs befindet sich der Ursprung des Flusses Nordermiele.

### Geologie
Die Landschaft des Standortes Fiel entspricht landschaftlich einem Sietland.

## Grünflächen und Naherholung
Das Naturschutzgebiet Fieler Moor ist ein ehemaliges Nieder- und Übergangsmoor.

## Verkehr
Das Dorf Fiel wird im Individualverkehr auf der schleswig-holsteinischen Landesstraße 147 erreicht, die Nordhastedt mit Meldorf verbindet. Im Ortschaftsabschnitt wird die Straße mit dem Ortsnamen bezeichnet.